# Дунін-Карвіцькі

Герб Лебідь.

Ду́нін-Карвіцькі (Карвицькі, пол. Dunin Karwiccy) — польський шляхетський рід гербу Лебідь, гілка роду Дуніних. Його прабатьківщиною вважають Скшинно в Сілезії, а безпосереднім осідком - село Карвиці Опочинського повіту Сандомирського воєводства. Виводяться від Кристина Дуніна, який 1340 року придбав Карвиці в Опочинському повіті Сандомирського воєводства. Від назви цього села і стала називатися ця гілка роду. Також — Дуніни-Карвицькі, Карві(и)цькі.

## Представники
- Миколай.
  - Отто.
  - Влодзімеж.
  - Кристин — придбав Карвиці.
    - Пйотр.
      - Кшеслав.
        - Ян.
        - Анджей.
        - Влодек.
        - Кристин.
          - Ян — староста іновроцлавський, коморник на королівському дворі.
          - Єжи.
            - Зофія.
            - Катажина.
            - Ядвіга.
            - Якуб.
              - Ян — обозний коронний за часів Сигізмунда Августа.
              - Кшиштоф — придворний королівський.
              - Анджей — придворний королівський, пізніше абат Вонхоцький; реставрував тамтешній кляштор.
              - Марцін — підстолій сандомирський.
              - Кристин — проживав у Литві, воював з Яном Каролем Ходкевичем у Інфлянтах і Московії
              - Якуб — придворний королівський, староста Латовицький.
              - Станіслав — обозний коронний по смерті брата Яна, староста летичівський.
                - Ян.
                - Станіслав.
                  - Станіслав[pl] (1640—1724) — сандомирський чашник, підкоморій, багаторазовий посол на Сейм від Сандомирського воєводства, політичний письменник, реформатор Євангельської реформатської церкви в Малопольщі.

              - Кристин.
                - Пйотр.
                - Каспер "старий".
                - Барбара.
                - Станіслав.
                - Якуб.
                - Кшиштоф.
                  - Кшеслав. 
                    - Анджей[pl] (?1620—1678) — писар ґродський опочинський, суддя ґродський і підстароста опочинський, радомський, сандомирський і краківський, краківський суррогатор ґродський.
                      - Анджей[pl] (?1660—1713) — сандомирський регент ґродський, писар ґродський, суддя ґродський, войський, каштелян завихостський, посол на Сейм від Сандомирського воєводства.
                        - Тимотеуш.
                        - Бібіанна.
                        - Маріанна.
                        - Констанція.
                        - Казімеж[pl] (?—1757) — мечник сандомирський, радомський хорунжий і каштелян, староста ліпницький.
                        - Катажина.
                        - Роза.

                - Єжи.
                  - Ян.
                  - Станіслав.
                  - Анджей (?1590—1620) — загинув у битві під Цецорою.
                  - Катажина.
                  - Барбара.
                  - Богуміла.
                  - Кристин.
                  - Ельжбета.
                  - Єва.
                  - Збігнєв. 
                    - Казімеж (?1640—?) — мечник смоленський, посол на Сейм від воєводства берестейського.
                      - Зузанна.
                      - Кристина.
                      - Маріанна.
                      - Марцін Збігнєв (?1670—?1725) — мечник смоленський.
                      - Пйотр Ярослав (бл. 1660—1733) — сандомирський підстолій.
                        - Юзеф Каетан (бл. 1700—1785) — регент малої і великої коронної канцелярії, маршалок Люблінського коронного трибуналу, каштелян поланецький і завихостський, сенатор Речі Посполитої.
                          - Ян Непомуцен Іґнацій (бл. 1754/1755—1807) — генерал-майор і бригадир коронного війська, володар Карпівців і Хибиці.
                            - Станіслав (1791—1834) — голова суду головного житомирського, військовик князівства Варшавського та Російської імперії.
                              - Казимира — дружина Димітра Злотніцького.
                              - Евеліна Елеонора — дружина Леонарда Яна Непомуцена Мадейського та Яна Александра Сєнніцького.

                            - Вінцентій (1793—1870) — дідич Хибиці, капітан військ польських.
                              - Елеонора (1817—1846).
                              - Ян Цир'як Каєтан (1820—1841).

                          - Анна (1756—1807) — дружина Марціна Лібішовського та Адама Кроковського.
                          - Кшиштоф (1757—1813) — польський шляхтич, генерал-лейтенант коронних військ.
                            - Анна (1795—1881) — дружина Тадеуша Валевського.
                            - Казімеж Ян (1796—1852) — камер-юнкер російського імператорського двору, член волинської, подільської та київської едукаційних (освітніх) комісій.
                              - Юзеф Ґабріель Кшиштоф (1833—1910) — польський письменник, краєзнавець, енциклопедист, мемуарист.
                                - Казімеж (?—1931) — власник Стубла на Волині.
                                  - Марія Пауліна (1893—?) — дружина Запольського.
                                  - Кристина (1901—1941) — дружина Владислава Ліпковського.

                                - Марія (?—1954) — дружина Яна Кароля Ходкевича та Міхала Скоржевського.
                                - Ядвіга (?—1943/1944).
                                - Юзеф Кшиштоф Ян (1871—?).
                                  - Кшиштоф.
                                  - Фелікс.

                              - Кшиштоф (1835—1836).
                              - Целестина Францішка Анна (1839—1902) — дружина Альфреда Водзіцького, дідичка Любарського маєтку.
                              - Францішек Владислав Фелікс (1843—1900) — власник Полонного.
                                - Тадеуш (1871—1881).
                                - Клементина (1876—1944) — дружина Костянтина Подгорського та Цезаря Стандіцького.
                                - Станіслав (1876—1934).
                                  - Тереза Клементина[pl] (нар. 1931) - польський етнограф і етнолог.

                                - Ян (1886—?).

                          - Ізабелла (?1760—1822) — дружина Леонарда Марціна Свейковського, подільського воєводи.
                          - Тереза (?1760—?) — дружина Ромуальда Валевського.
                          - Констанція (?1760—1784) — дружина Каєтана Вилежинського, регента коронного.
                          - Маріанна Магдалена — черниця ордену Візитанток.